# Club de Deportes Lota Schwager
Maillots
Le Club de Deportes Lota Schwager  est un club de football chilien, basé à Coronel.

## Histoire
Situé dans le bassin minier de la région du Biobío, dans le sud du pays, le club est né de la fusion de deux équipes amateures : Minas Lota et Federico Schwager.

## Palmarès
- Coupe du Chili de football :
  - Finaliste (1) : 1975.
- Championnat du Chili de football D2 :
  - Champion (2) : 1969, 1986.
  - Vice-champion (1) : 1967.
- Championnat du Chili de football D3 :
  - Champion (1) : 2001.

## Divers
Le groupe de rock parisien Wonderflu a nommé son premier EP Lota Schwager.